# Rafael Sarthou
Rafael Sarthou Calvo (Sevilla, diciembre de 1855-Madrid, 4 de enero de 1920) fue un abogado, militar y político español.

## Biografía
Nació en diciembre de 1855 en Sevilla. hijastro del general Antonio Ros de Olano. Poseía grandes propiedades en Ayora (provincia de Valencia). Ingresó en la Academia General Militar y alcanzó el grado de teniente coronel de caballería. Fue ayudante del general Francisco Serrano Domínguez y del ministro de guerra, general Aznar Butigieg. Fue miembro del Partido Constitucional y después del Partido Liberal, formación con la que fue elegido diputado al Congreso por el distrito electoral de Sueca en las elecciones generales de 1881 y por el de Valencia en las elecciones de 1896 y 1898. Después fue senador por la provincia de Valencia entre 1901-1902, 1905-1907 y 1910-1911, y senador vitalicio desde 1916. En 1885 fue gobernador militar de Canarias y Guipúzcoa, y posteriormente de la provincia de Badajoz, Vizcaya, Pontevedra, La Coruña, Valencia, Cádiz y Madrid.